# Rivière Chabot
Rivière Chabot är ett vattendrag i Kanada.   Det ligger i provinsen Québec, i den sydöstra delen av landet, 250 km norr om huvudstaden Ottawa.
I omgivningarna runt Rivière Chabot växer i huvudsak blandskog. Trakten runt Rivière Chabot är nära nog obefolkad, med mindre än två invånare per kvadratkilometer.